# Casa Francesc Llonch
La Casa Francesc Llonch és una obra eclèctica de Sabadell (Vallès Occidental) protegida com a Bé Cultural d'Interès Local.

## Descripció
Casal entre mitgeres, de planta baixa, dos pisos i un ampli pati posterior. El segon pis és producte d'una addició de l'any 1917. A la planta baixa hi ha dues finestres i l'entrada presenta el típic cancell amb porta de fusta treballada. Al primer pis hi ha tres balcons amb barana de ferro forjat i al segon tres finestres, la central triple amb mainells de pedra. La composició de la façana és simètrica i està estucada i ornada amb elements de pedra.

## Història
Aquest casal fou seu dels Serveis de Cultura de l'Ajuntament, i a la seva biblioteca s'hi celebraren "els Dillunsus", tertúlia d'intel·lectuals locals, entre ells Miquel Carreras, durant els anys 1924 i 1936.